# Materiał pirotechniczny
Materiał pirotechniczny – rodzaj materiału wybuchowego, będący zwykle  mieszaniną związków chemicznych służących do wytwarzania pirotechnicznych efektów: cieplnych, świetlnych, dźwiękowych, dymu lub kombinacji tych efektów; w wyniku bezdetonacyjnej, samopodtrzymującej się reakcji chemicznej. Materiałami pirotechnicznymi nazywane są także wyroby wypełnione takimi substancjami.
W składzie materiałów pirotechnicznych zawsze znajduje się przynajmniej jeden składnik utleniający oraz element paliwowy (działający jako reduktor). Dodatkowo w ich skład często wchodzą inne komponenty, takie jak dodatkowe utleniacze i paliwa, substancje wspomagające reakcję, stabilizatory, regulatory tempa spalania, a także elementy generujące specyficzne efekty.
Materiały pirotechniczne nie potrzebują tlenu atmosferycznego do reakcji spalania, jednak otoczenie zawsze wpływa na proces spalania. Wpływa to na:
- szybkość spalania
- stopień uwalniania energii
- jakość efektu[2].

Właściwości materiałów pirotechnicznych ogólne:
- Główny rodzaj reakcji: spalanie
- Prędkość: subsoniczna (< 1 m/s
- Produkty: głównie gazowe
- Zrównoważenie tlenu: negatywno-zrównoważone
- Ciepło spalania: 1–30 kJ/g
- Gęstość: 2–10 g/cm3.

W przypadku niektórych materiałów pirotechnicznych zachodzi jeszcze reakcja deflagracji, w wyniku spalania czarnego prochu.